# Zonule de Zinn

Schéma de l'œil, avec zonule de Zinn en (2)

La zonule de Zinn (membrane Zinn, zonule ciliaire) est un anneau de torons fibreux reliant le corps ciliaire avec le cristallin de l'œil.
La zonule de Zinn est divisée en deux couches : une mince couche qui tapisse la fosse hyaloïde, et une couche plus épaisse, qui est une collection de fibres zonulaires. Ensemble, les fibres sont connues comme le ligament suspenseur du cristallin.
Le nombre de zonules présents dans une personne semble diminuer avec l'âge. Les zonules font environ 1-2 μ de diamètre.
Les zonules primaires sont faites de fibrilline, une protéine de tissu conjonctif.
Des mutations dans le gène de la tête de la fibrilline appelé syndrome de Marfan ont des conséquences comprenant une augmentation du risque de luxation du cristallin.
Les zonules de Zinn sont difficiles à visualiser en utilisant une lampe à fente, mais peuvent être observés avec la dilatation de la pupille, ou si un colobome de l'iris ou une subluxation de la lentille est présent.